# ناش جرير
نـاش جرير (بالإنجليزية: Nash Grier)‏ هو يوتيوبي وممثل أمريكي، ولد في 28 ديسمبر 1997 في غرينزبورو في الولايات المتحدة.

## وصلات خارجية
- الموقع الرسمي
- ناش جرير على موقع IMDb (الإنجليزية)
- ناش جرير على موقع قاعدة بيانات الفيلم (الإنجليزية)